# La Haye-Bellefond
La Haye-Bellefond is een gemeente in het Franse departement Manche (regio Normandië) en telt 84 inwoners (2015). De plaats maakt deel uit van het arrondissement Saint-Lô.

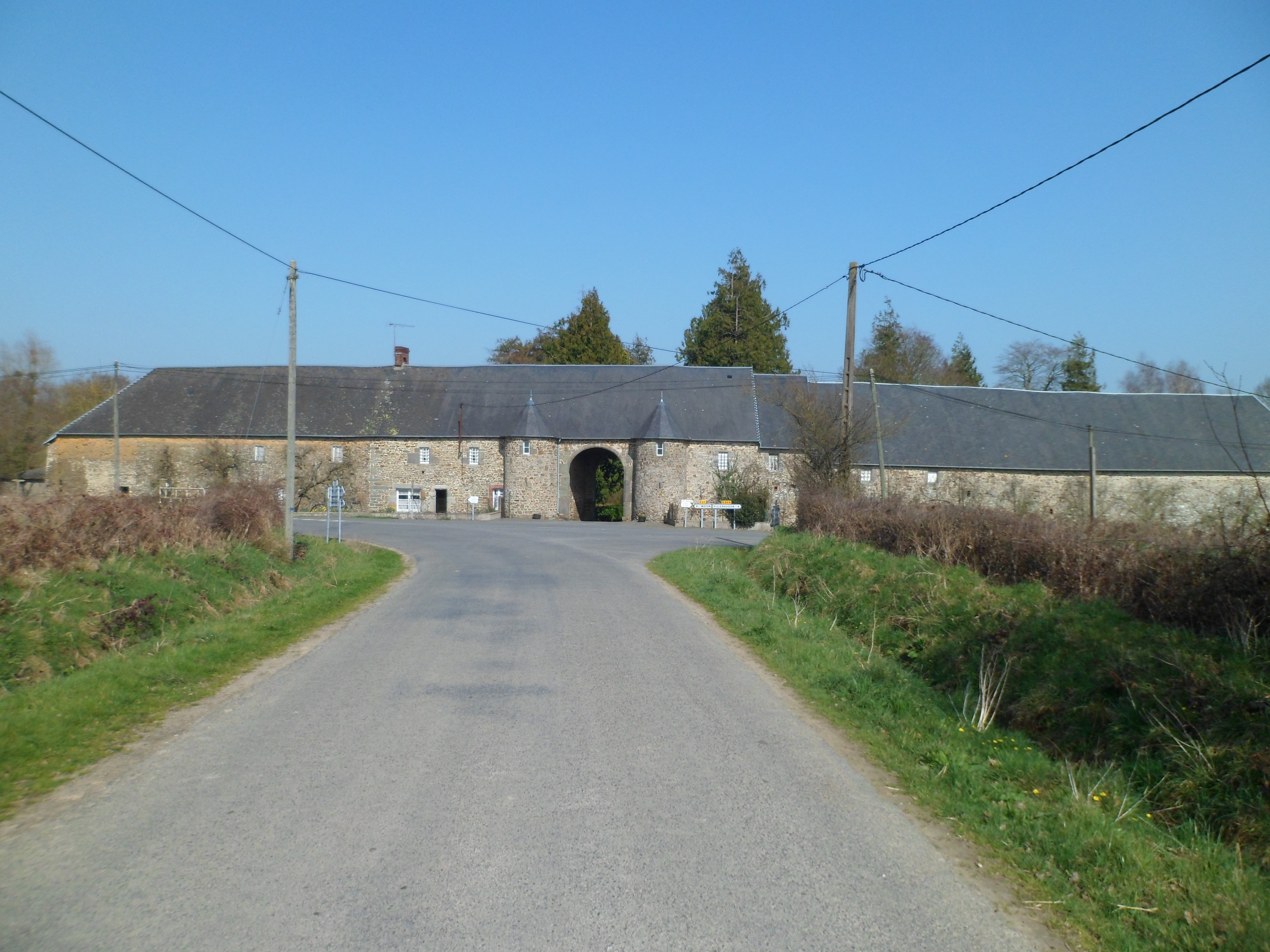
Château de la Cour
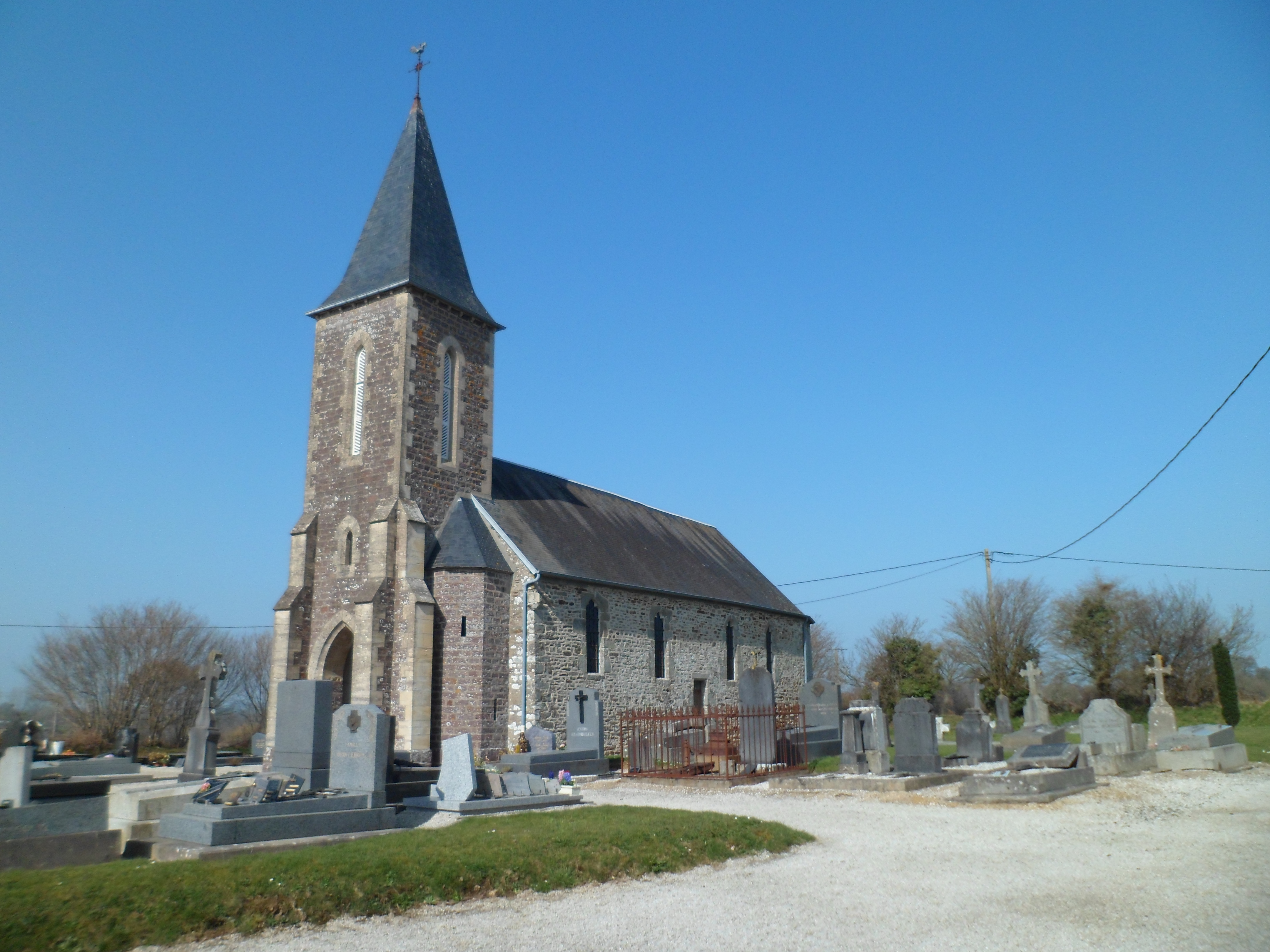
Kerk van St. Nicolas in La Haye-Bellefond

## Geografie
De oppervlakte van La Haye-Bellefond bedraagt 2,8 km², de bevolkingsdichtheid is dus 30 inwoners per km².
De onderstaande kaart toont de ligging van La Haye-Bellefond met de belangrijkste infrastructuur en aangrenzende gemeenten.

## Demografie
Onderstaande figuur toont het verloop van het inwonertal (bron: INSEE-tellingen).

1. ↑  Populations de référence 2022.